# Chhaya
Chhaya (Sanskrit छाया chāyā f. [ˈʧʰɑːjɑː] „Schatten“) ist im Hinduismus die zweite Frau des Sonnengottes Surya. In vedischen Fassungen ist ihr Name Savarna (Sanskrit सवर्णा savarṇā) und der des Sonnengottes Vivasvat.

## Mythos
Sanjna, die Frau des Sonnengottes erschuf, weil sie dessen gleißende Glut nicht länger ertrug, ein Ebenbild, Chhaya, die dann ihren Platz als dessen Ehefrau einnahm. Dadurch wurde sie die Mutter von Shani, Manu Savarni und von der Flussgöttin Tapati. Yama, der Sohn von Sanjnya und Vivasvat, verärgert darüber, dass sie ihre eigenen Kinder bevorzugte, hob den Fuß, um ihr einen Tritt zu versetzen. Da verfluchte sie ihn, dass sein Fuß von Geschwüren und Maden zerfressen werden solle. Dadurch wurde aber offensichtlich, dass sie nicht Yamas Mutter war und Vivasvat begab sich auf die Suche nach Sanjna, seiner echten Frau.
Die Puranas machen Chhaya zur Schwester von Sanjna.